# Ore, Twintails ni Narimasu!!
Ore, Twintails ni Narimasu!! (俺、ツインテールになります。 Ore, Tsuintēru ni Narimasu., Tôi muốn thành tóc hai bím.) là một bộ light novel nhiều tập được sáng tác bởi Mizusawa Yume và minh họa bởi Kasuga Ayumu. Shogakukan đã xuất bản năm tập dưới dấu ấn Gagaga Bunko kể từ tháng 6 năm 2012. Một bản chuyển thể anime do hãng Production IMS sản xuất đã bắt đầu phát sóng tại Nhật Bản vào ngày 9 tháng 10 năm 2014.

## Cốt truyện
Cốt truyện xoay quanh cậu nam sinh trung học Mitsuka Sōji, một người cuồng kiểu tóc twintail (hai bím). Cậu đã tình cờ gặp một cô gái bí ẩn tên là Thouars từ một chiều không gian khác. Đồng thời, những quái vật nguy hiểm cũng xuất hiện ở thị trấn nơi mà cậu sống. Thouars đã trao cho cậu ta một bộ giáp hoạt động dựa trên sức mạnh của trí tưởng tượng có tên là "Tail Gear". Nguồn sức mạnh của bộ giáp đó phải đến từ tình yêu mạnh mẽ dành cho kiểu tóc twintail. Hiển nhiên, Souji trở thành ứng cử viên hoàn hảo. Cậu đã biến thành "Red Tail", một chiến binh tóc hai bím (ツインテイルズ関係者 tsuinteiruzu kankei-sha) với kiểu dáng của một cô gái loli và bắt đầu cuộc chiến chống lại kẻ thù bảo vệ Trái Đất

## Nhân vật

### Nữ chiến binh Twintail
Mitsuka Sōji (観束 総ニ Quan Thúc Tổng Nhị) Tail Red (テイルレッド Teiru Reddo)
Lồng tiếng bởi: Shimazaki Nobunaga / Tail Red: Lồng tiếng bởi: Uesaka Sumire
Một học sinh năm nhất hiền lành chất phác 15 tuổi của Học viện Tư thục Yōgetsu luôn bị ám ảnh với kiểu tóc hai bím. Một ngày nọ, anh bắt gặp một cô gái xinh đẹp bí ẩn tên là Thouars, người xuất hiện trước mặt anh ta từ một thế giới song song. Đồng thời, những con quái vật bắt đầu xuất hiện trong thị trấn của anh, và họ bắt đầu tấn công các cư dân. Trong bối cảnh của sự hỗn loạn, Thouars giao phó sức mạnh thuộc tính cho cậu, do đó đột nhiên biến đổi thành một nữ chiến binh tóc hai bím gọi là Tail Red. Vũ khí của cậu là Sword of Fire, Blazer Blade (炎の剣ブレイザーブレイド Honō no Ken Bureizā Bureido).
Tsube Aika (津辺 愛香 Tân Biên Ái Hương) Tail Blue (テイルブルー Teiru Burū)
Lồng tiếng bởi: Aisaka Yūka
Một học sinh năm nhất 15 tuổi của Học viện Tư thục Yōgetsu và người bạn thời thơ ấu của Sōji. Cô coi Sōji như một người em trai và thích bảo vệ cậu ấy. Aika có chút rắc rối với cơ thể của mình, nhất là với bộ ngực phẳng. Cô đã tỏ thái độ bạo lực đối với Thouars vì hay trêu chọc về bộ ngực phẳng lì của mình. Trong trận chiến, Aika có khả năng xuất sắc trong chiến đấu vì được ông nội dạy võ thuật từ nhỏ. Cô được biết đến với tên gọi Tail Blue khi biến hình và vũ khí của cô là Spear of Water, Wave Lance (水の槍ウェイブランス Mizu no Yari Weibu Ransu).
Shindō Erina (神堂 慧理那 Thần Đường Huệ Lý Na) Tail Yellow (テイルイエロー Teiru Ierō)
Lồng tiếng bởi: Akasaki Chinatsu
Một học sinh năm hai 16 tuổi của Học viện Tư thục Yōgetsu và Hội trưởng Hội Học sinh. Còn gọi là Tail Yellow khi biến đổi hình dạng chiến đấu, vũ khí của cô là Gun of Lightning, Vortex Blaster (雷の銃ヴォルテックスブラスター Kaminari no Jū Vorutekkusu Burasutā). Cô còn là người bạo dâm phức tạp khi Soji gọi tên mình.
Thouars (トゥアール Tuāru)
Lồng tiếng bởi: Uchida Maaya
Một cô gái bí ẩn đến từ một thế giới song song. Cô rất thích trêu chọc Aika với ngực lớn của mình và thường kết thúc trong cảnh cãi vã và đánh nhau. Sau khi Sōji đánh bại làn sóng tấn công đầu tiên từ những con quái vật, cô quyết định chuyển vào Học viện Tư thục Yōgetsu và được kết nạp vào trường.
Isuna Anko (善沙 闇子 Thiện Sa Ám Tử) Tail Black (テイルブラック Teiru Burakku)
Lồng tiếng bởi: Hikasa Yōko
Một cô gái đến từ một thế giới khác, cũng từ ngôi làng giống như Thouars. Anko thực ra là một fan hâm mộ lớn trong bí mật của Thouars và thường hay đeo bám lấy cô. Sau khi Thouars biến mất, cô đã gia nhập tổ chức Ultimegil trong nỗ lực tìm kiếm Thouars. Một khi cô tìm thấy Thouars, cô đã phản bội Evil Gill. Trong trận chiến, cô được biết đến với tên gọi Tail Black. Vũ khí của cô là Darkness Grave Moebius, và vũ khí của cô khi ở trong Evil Gill là Sickle Grave of Darkness.

### Số khác
Mitsuka Miharu (観束 未春 Quan Thúc Vị Xuân)
Lồng tiếng bởi: Igarashi Hiromi
Bà mẹ 36 tuổi của Sōji. Một góa phụ đang điều hành quán cà phê của riêng mình tên là Adolescenza (アドレシェンツァ Adoreshentsa).
Sakuragawa Mikoto (桜川 尊 Đào Xuyên Tôn)
Lồng tiếng bởi: Ichimichi Mao
Cô hầu gái 28 tuổi của Erina. Cô có khả năng thể lực nổi bật dù công việc của mình chỉ là một người giúp việc. Đôi lúc, cô làm việc bán thời gian như một giáo viên thể dục trong Học viện Tư thục Yōgetsu.

### Ultimegil
Ultimegil (アルティメギル Arutimegiru) là một tổ chức ma quái gọi là Eremerian đã đi qua những thế giới khác nhau nhằm tìm kiếm một loạt các "thuộc tính". Sau khi phát hiện ra Trái Đất có rất nhiều "thuộc tính", chúng bắt đầu định cư và lập kế hoạch chinh phục hành tinh này. Các thành viên gồm: 
- Draggildy (ドラグギルディ Doragugirudi?, Lồng tiếng bởi: Tetsu Inada): Thủ lĩnh Ultimegil tôn sùng thuộc tính tóc hai bím bị Tail Red đánh bại trong tập 4.
- Lizadgildy (リザドギルディ Rizadogirudi?, Lồng tiếng bởi: Tesshō Genda): Một tên lính Eremerian tôn sùng những cô gái ôm búp bê bị Tail Red đánh bại trong tập 1.
- Turtlegildy (? Lồng tiếng bởi: Takaya Kuroda): Một tên lính Eremerian tôn sùng quần túm bị Tail Red đánh bại trong tập 2.
- Foxgildy (? Lồng tiếng bởi: Toshihiko Seki): Một tên lính Eremerian tôn sùng dải ruy băng bị Tail Blue đánh bại trong tập 3.
- Swangildy (? Lồng tiếng bởi: Nobuyuki Hiyama)
- Tigergildy: Một tên lính Eremerian tôn sùng đồ bơi bị Tail Blue đánh bại trong tập 5.
- Sparrowgildy (? Lồng tiếng bởi: Chō)
- Krakengildy (? Lồng tiếng bởi: Juurota Kosugi): Một tên lính Eremerian tôn sùng những cô gái ngực phẳng bị Tail Yellow đánh bại trong tập 6.
- Leviagildy: Một tên lính Eremerian tôn sùng những cô gái ngực bự bị Tail Blue đánh bại trong tập 6.
- Buffalogildy: Một tên lính Eremerian tôn sùng những cô gái ngực khủng bị Tail Blue đánh bại trong tập 5.
- Crabgildy: Một tên lính Eremerian tôn sùng gáy bị Tail Blue đánh bại trong tập 6.
- Papillongildy (? Lồng tiếng bởi: Shin-ichiro Miki): Một tên lính Eremerian tôn sùng môi bị Tail Blue đánh bại trong tập 7.
- Owlgildy (? Lồng tiếng bởi: Mitsuo Iwata): Một tên lính Eremerian tôn sùng văn học bị Tail red đánh bại trong tập 8.
- Spidergildy (?): Một tên lính Eremerian tôn sùng mỹ nam mặc đồ nữ giới bị Tail red đánh bại trong tập 12.
- Fleagildy (? Voiced by: Mahito Oba): Một tên lính Eremerian tôn sùng chân bị Tail Blue đánh bại trong tập 11.

## Truyền thông

### Light noel
Ore, Twintail ni Narimasu. được bắt đầu như một bộ light novel dài tập do Mizusawa Yume sáng tác, với tranh minh họa bởi Kasuga Ayumu. Mizusawa ban đầu bước vào light novel đầu tiên trong sê-ri với tựa đề lúc đầu là Sore wa, Twintail no Isekai (それは、ついんてーるの異世界), là bộ light novel thứ sáu đã đạt giải Shogakukan Light Novel Prize của Shogakukan vào năm 2011 và cuốn tiểu thuyết đoạt giải thưởng của ban giám khảo. Tập đầu tiên được xuất bản bởi Shogakukan vào ngày 19 tháng 6 năm 2012 dưới ấn hiệu Gagaga Bunko của họ và sáu tập light novel đã được phát hành tính đến ngày 18 tháng 6 năm 2014.
| # | Ngày phát hành       | ISBN              |
| - | -------------------- | ----------------- |
| 1 | 19 tháng 6 năm 2012  | 978-4-09-451346-2 |
| 2 | 20 tháng 11 năm 2012 | 978-4-09-451375-2 |
| 3 | 19 tháng 3 năm 2013  | 978-4-09-451398-1 |
| 4 | 18 tháng 7 năm 2013  | 978-4-09-451424-7 |
| 5 | 18 tháng 12 năm 2013 | 978-4-09-451454-4 |
| 6 | 18 tháng 6 năm 2014  | 978-4-09-451491-9 |
| 7 | 18 tháng 9 năm 2014  | 978-4-09-451508-4 |

### Anime
Bản chuyển thể anime dài tập do hãng Production IMS sản xuất và Hiroyuki Kanbe đạo diễn, bắt đầu phát sóng tại Nhật Bản vào ngày 9 tháng 10 năm 2014. Ca khúc chủ đề mở đầu là "Gimme! Revolution" của Uchida Maaya. Ca khúc chủ đề kết thúc là "Twin-Tail Dreamer!" (ツインテール・ドリーマー!) được hát bởi các diễn viên lồng tiếng của ba nhân vật nữ chính: Tail Red (Uesaka Sumire), Tail Blue (Aisaka Yūka) và Tail Yellow (Akasaki Chinatsu). Cả hai đĩa đơn cho ca khúc chủ đề mở đầu và kết thúc đã được phát hành vào ngày 22 tháng 10 năm 2014. Bộ anime đã được hãng Funimation cấp phép cho việc trình chiếu ở Bắc Mỹ và Crunchyroll ở Trung Đông, Bắc Phi, Châu Âu (trừ Anh và Scandinavia).

#### Danh sách tập phim
| Tập | Tựa đề                                                     | Ngày công chiếu      |
| --- | ---------------------------------------------------------- | -------------------- |
| 1   | "Chikyū wa Tsuintēru no Hoshi" (地球はツインテールの星)    | 9 tháng 10 năm 2014  |
| 2   | "Tsuintēru na nazo" (ツインテールな謎!?)                   | 16 tháng 10 năm 2014 |
| 3   | "Aoki dotō! Teiruburū" (青き怒濤！テイルブルー)            | 23 tháng 10 năm 2014 |
| 4   | "Gekiretsu tsuinbatoru" (激烈ツインバトル)                 | 30 tháng 10 năm 2014 |
| 5   | "San'ninme no Tsuintēru!" (三人目の戦士！)                 | 6 tháng 11 năm 2014  |
| 6   | "Bureiku Rerīzu! Teiruierō" (完全解放！テイルイエロー)     | 13 tháng 11 năm 2014 |
| 7   | "Netsuretsu Debyū! Dāku Gurasupā" (熱烈見参！暗黒眼鏡女子) | 20 tháng 11 năm 2014 |
| 8   | "Erina, Hajimete no..." (慧理那、はじめての…)              | 27 tháng 11 năm 2014 |
| 9   | "Uchiyabure! Kaoshikku Infinitto" (打ち破れ! 暗黒幻夢)     | 4 tháng 12 năm 2014  |
| 10  | "Nazeda! ? Ore, zetsufuchō" (なぜだ！？俺、絶不調)         | 11 tháng 12 năm 2014 |
| 11  | "Reddo zettaizetsumei" (レッド絶体絶命)                    | 18 tháng 12 năm 2014 |
| 12  | "Tsuintēru yo towa ni" (ツインテールよ永遠に)              | 25 tháng 12 năm 2014 |